# جف دنیس فهر
جف دنیس فهر (انگلیسی: Jeff-Denis Fehr؛ زادهٔ ۸ سپتامبر ۱۹۹۴) بازیکن فوتبال اهل آلمان است.